# Pornic
Pornic est une commune de l'Ouest de la France, située dans le département de la Loire-Atlantique, en région Pays de la Loire.
La commune fait partie de la Bretagne historique, dans le pays traditionnel du pays de Retz et dans le pays historique du Pays nantais.
Pornic a fusionné en 1973 avec l'ancienne commune du Clion-sur-Mer (dont les habitants s’appellent les Clionnais), puis en 2007 avec l'ancienne commune de Sainte-Marie-sur-Mer (dont les habitants s'appellent les Sanmaritains), cette dernière commune étant devenue une commune associée de Pornic en 1973. Les habitants de la commune, qui s'appellent les Pornicais, étaient au nombre de 17 910 selon le dernier recensement de l'Insee de 2021.
Située au bord de l'océan Atlantique, la ville est connue pour son château et son vieux port. Ses principales ressources sont, au début du XXIe siècle, le tourisme et les produits de la mer.

## Géographie

### Situation

Situation de la commune de Pornic dans le département de la Loire-Atlantique.

Pornic est située sur la Côte de Jade, au bord de la baie de Bourgneuf, à 45 km au sud-ouest de Nantes et à 20 km au sud de Saint-Nazaire.

Les communes limitrophes sont Chaumes-en-Retz, La Bernerie-en-Retz, Les Moutiers-en-Retz, Villeneuve-en-Retz, Saint-Hilaire-de-Chaléons, Chauvé, Saint-Père-en-Retz, Saint-Michel-Chef-Chef, La Plaine-sur-Mer et Préfailles.
| Saint-Michel-Chef-Chef        | Saint-Père-en-Retz                        | Saint-Père-en-Retz                                 |
| La Plaine-sur-Mer, Préfailles | Pornic                                    | Chauvé, Chaumes-en-Retz, Saint-Hilaire-de-Chaléons |
| Océan atlantique              | La Bernerie-en-Retz, Les Moutiers-en-Retz | Villeneuve-en-Retz                                 |

### Géologie et relief

#### Territoire
À l'origine, la commune de Pornic ne comptait que l'actuel centre-ville ; Sainte-Marie-sur-Mer constituait l'actuelle partie ouest et Le Clion-sur-Mer représentait l'essentiel des terres bocagères du nord-est, donc une grande partie de l'actuelle commune qui est une des quatre plus grandes de la Loire-Atlantique.

#### Géologie
Pornic se situe au sud du Massif armoricain, au sud du Sillon de Bretagne, dans le domaine armoricain hercynien qui est en grande partie constitué de granites d'origine hercynienne (zone broyée sud-armoricaine). La formation de son sol date d'au moins 500 millions d'années.

#### Littoral, relief et hydrographie
Sa côte, au nord de la baie de Bourgneuf, est découpée, rocailleuse et parsemée de criques. La ville de Pornic s'est développée autour du port, bâti au pied du château, à l'embouchure d'une rivière partiellement aménagée : le canal de Haute Perche. Le paysage de la commune est bocagé et peu vallonné dans les terres.

### Climat
Pour des articles plus généraux, voir Climat des Pays de la Loire et Climat de la Loire-Atlantique.
En 2010, le climat de la commune est de type climat océanique franc, selon une étude du CNRS s'appuyant sur une série de données couvrant la période 1971-2000. En 2020, Météo-France publie une typologie des climats de la France métropolitaine dans laquelle la commune est exposée à un climat océanique et est dans la région climatique Bretagne orientale et méridionale, Pays nantais, Vendée, caractérisée par une faible pluviométrie en été et une bonne insolation.
Pour la période 1971-2000, la température annuelle moyenne est de 12,4 °C, avec une amplitude thermique annuelle de 12,8 °C. Le cumul annuel moyen de précipitations est de 733 mm, avec 12 jours de précipitations en janvier et 6 jours en juillet. Pour la période 1991-2020, la température moyenne annuelle observée sur la station météorologique de Météo-France la plus proche, sur la commune de Noirmoutier-en-l'Île à 17 km à vol d'oiseau, est de 13,4 °C et le cumul annuel moyen de précipitations est de 704,1 mm,. Pour l'avenir, les paramètres climatiques de la commune estimés pour 2050 selon différents scénarios d'émission de gaz à effet de serre sont consultables sur un site dédié publié par Météo-France en novembre 2022.

## Urbanisme

### Typologie
Au 1er janvier 2024, Pornic est catégorisée petite ville, selon la nouvelle grille communale de densité à sept niveaux définie par l'Insee en 2022.
Elle appartient à l'unité urbaine de Pornic, une agglomération intra-départementale regroupant trois  communes, dont elle est ville-centre,,. Par ailleurs la commune fait partie de l'aire d'attraction de Pornic, dont elle est la commune-centre,. Cette aire, qui regroupe 7 communes, est catégorisée dans les aires de moins de 50 000 habitants,.
La commune, bordée par l'océan Atlantique, est également une commune littorale au sens de la loi du 3 janvier 1986, dite loi littoral. Des dispositions spécifiques d’urbanisme s’y appliquent dès lors afin de préserver les espaces naturels, les sites, les paysages et l’équilibre écologique du littoral, tel le principe d'inconstructibilité, en dehors des espaces urbanisés, sur la bande littorale des 100 mètres, ou plus si le plan local d’urbanisme le prévoit.

### Occupation des sols
L'occupation des sols de la commune, telle qu'elle ressort de la base de données européenne d’occupation biophysique des sols Corine Land Cover (CLC), est marquée par l'importance des territoires agricoles (84,3 % en 2018), en diminution par rapport à 1990 (87,7 %). La répartition détaillée en 2018 est la suivante : 
terres arables (36,7 %), zones agricoles hétérogènes (34,7 %), prairies (12,9 %), zones urbanisées (10,8 %), espaces verts artificialisés, non agricoles (2,5 %), zones industrielles ou commerciales et réseaux de communication (1,6 %), zones humides côtières (0,4 %), eaux continentales (0,3 %), eaux maritimes (0,2 %), milieux à végétation arbustive et/ou herbacée (0,1 %). L'évolution de l’occupation des sols de la commune et de ses infrastructures peut être observée sur les différentes représentations cartographiques du territoire : la carte de Cassini (XVIIIe siècle), la carte d'état-major (1820-1866) et les cartes ou photos aériennes de l'IGN pour la période actuelle (1950 à aujourd'hui).

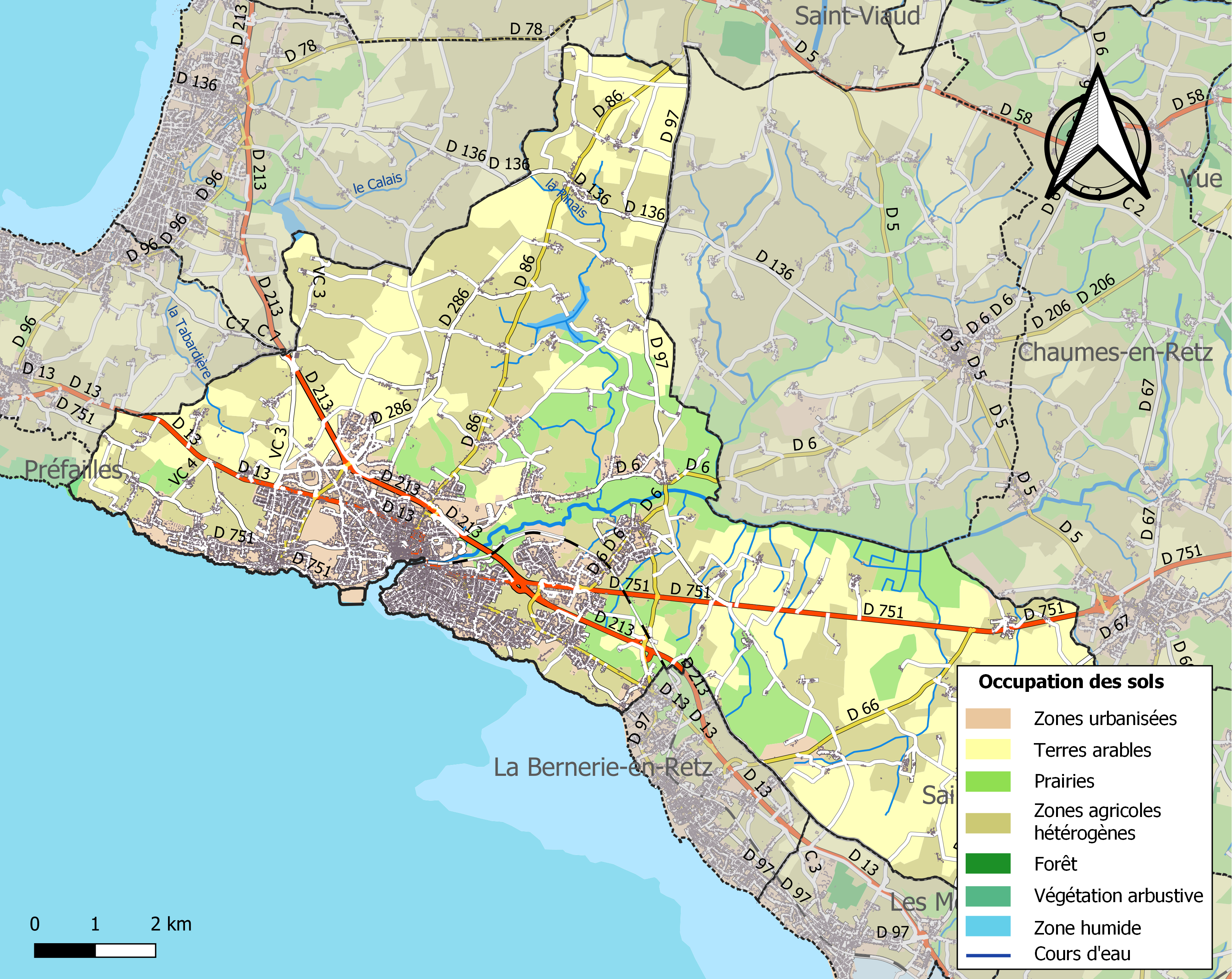
Carte des infrastructures et de l'occupation des sols de la commune en 2018 (CLC).

### Morphologie urbaine
Pornic s'est développée autour de son port. À l'origine, il ne s'agit que d'une place forte couvrant 7 hectares, avant l'annexion du domaine de Monplaisir qui double sa surface, puis le transfert de 15 hectares de la commune de Sainte-Marie-sur-Mer en 1791, de l'annexion de 123 hectares en 1836, à partir de terrains de Sainte-Marie et du Clion-sur-Mer, pour un total de 153 hectares centrés autour du port, avant la fusion avec les deux communes voisines en 1973, après laquelle la commune totalise plus de 10 000 hectares.

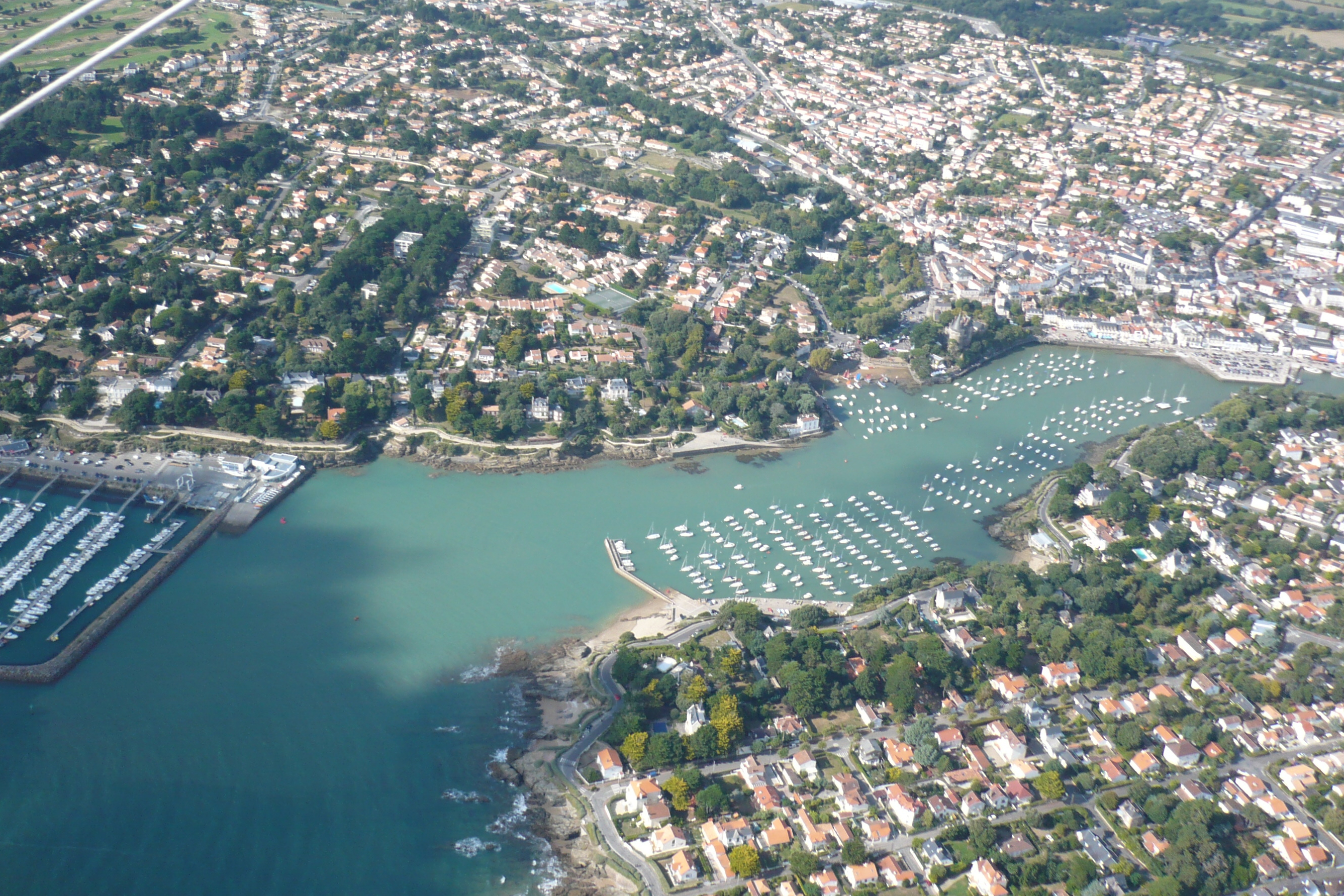
Port de Pornic, vue du ciel.

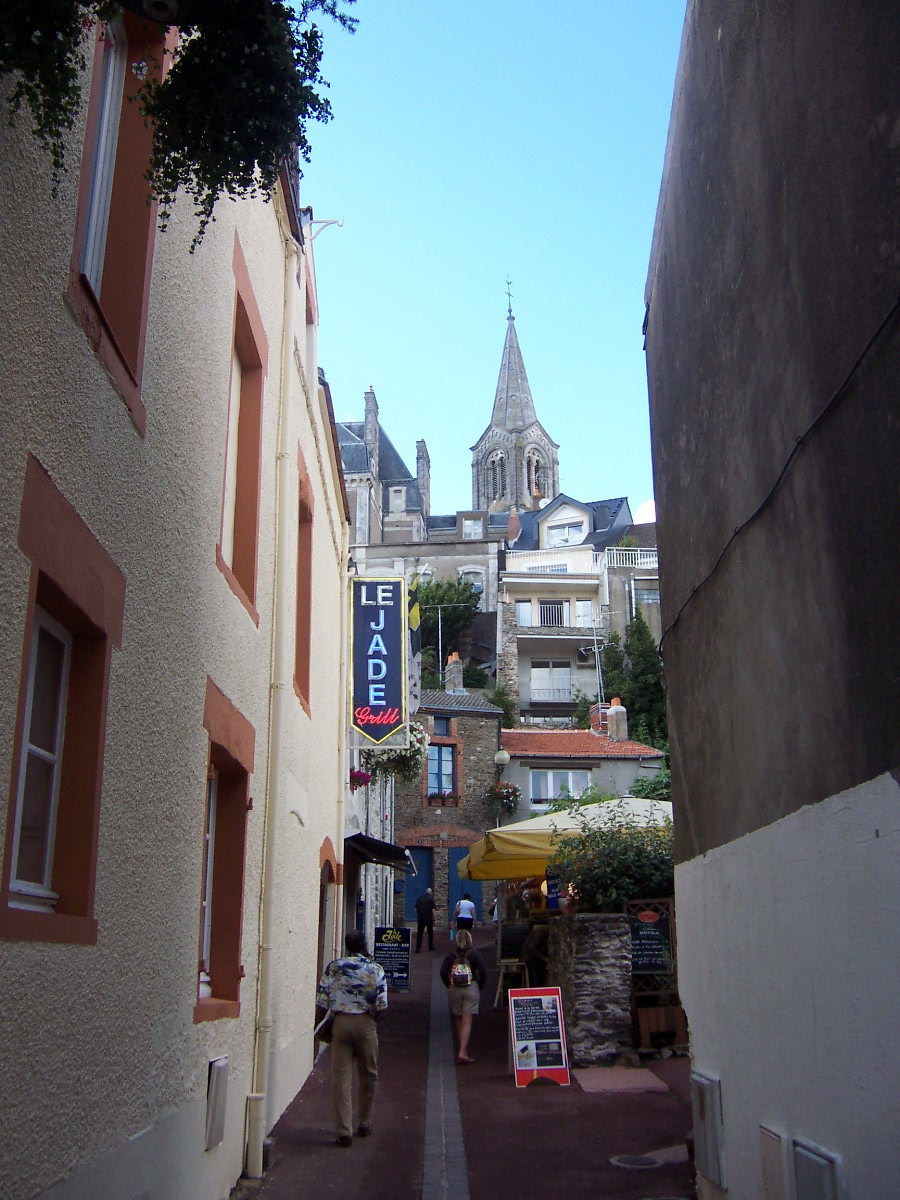
Ruelle montant du port vers l'église.

Avant le XVIIe siècle, le bord de mer abrite l'ancien habitat des pêcheurs de morue, appelé le « quartier arabe ». La version la plus courante fait provenir ce nom de l'évocation de parties de villes arabes qui présenteraient les mêmes maisons hétéroclites réunies anarchiquement. Une autre version s'appuie sur la présence de palmiers plantés dans les jardins. À partir du port, des rues étroites remontent vers le bourg. Sur ce coteau sont construites les maisons de marins, charpentiers de navires, cordiers, fabricants de gréements et de voilures. Au fil du temps, le port s'envase. La rivière du Cracaud se comble d'alluvions, et, au XXIe siècle, cet ancien port se présente sous la forme d'un jardin. Depuis le bas de la pente, les jardins encadrés de murets de pierre s'échelonnent jusqu'à la rue de la Dette. Cette zone conserve de nombreuses traces de l'habitat ancien.
La mode de l'hydrothérapie qui se développe à partir des années 1830 permet à Pornic de combiner l'attrait d'une station balnéaire et celui d'une station thermale. La vertu des eaux des sources ferrugineuses découvertes vingt ans plus tôt attirent les Nantais aisés. La ville se développe autour du port et sur le littoral : hôtels, casinos, maisons de bains, villas. Ces dernières sont dotées de jardins arborés, ce qui modifie l'aspect des landes rocheuses couvertes d'ajoncs. En 1836, le lieu-dit Gourmalon, sur la rive gauche du port, est rattaché à Pornic. Là, un quartier de villas bourgeoises à l'architecture recherchée voit le jour.
La rive sud du port est occupée à partir de 1881 par une imposante minoterie, juste à côté de la gare construite en 1875. La voie ferrée arrive dans le prolongement du port, dans un axe est-ouest.
Au début du XXIe siècle, la « Ria verte », ancien arrière-port envasé, à l'est du port aussi appelé « Ria bleue », fait l'objet d'un plan d'aménagement couvrant 35 hectares dont 12 hectares aménagés en parc botanique, avec un quartier d'habitation de plus de 600 logements, 3 200 m2 de bureaux et un complexe de loisirs accueillant le nouveau casino de Pornic, une salle de congrès, ainsi qu'un futur hôtel,.

### Voies de communication et transports

#### Réseau ferroviaire
La gare de Pornic est le terminus de la ligne Sainte-Pazanne - Pornic et de la ligne Nantes-Pornic. La commune est reliée à Nantes, chef-lieu du département par huit aller-retours quotidiens assurés par les TER Pays de la Loire. La durée du trajet est en moyenne d'une heure.

#### Transports en commun
La ville est desservie par les lignes 303 et 315 du réseau Aléop.
L'été, la desserte interne de Pornic est assurée par des navettes gratuites financées par la mairie. Initié en 2018 avec une seule ligne, ce réseau est complété par une deuxième ligne en 2019 puis une troisième en 2020. Pour la saison 2023, ce sont finalement six, lettrées de A à F lignes qui permettent la desserte des plages de la commune, mais également des autres communes proches de Pornic telles que La Bernerie-en-Retz, Les Moutiers-en-Retz et Villeneuve-en-Retz sur la ligne D, La Plaine-sur-Mer et Préfailles grâce a la ligne E ainsi que Saint-Michel-Chef-Chef par la ligne F.

#### Réseau routier
La commune est traversée par la RD 213, appelée route bleue, reliant Guérande aux Moutiers-en-Retz qui permet l'accès à Pornic via trois échangeurs. L'autre axe principal est la RD 751 qui relie la ville à Nantes. Cette route s'est appelée à l'origine chemin royal de Préfailles à Cosne-sur-Loire, car elle longeait la Loire sur sa rive gauche entre ces deux villes. La RD 13, ancien axe principal, traverse la commune d'est en ouest et la relie à La Bernerie-en-Retz et à La Plaine-sur-Mer.

#### Transport maritime
En avril 2017 la liaison estivale (avril à septembre) Pornic - Noirmoutier est rétablie après neuf ans d'interruption. Cependant la traversée de la Baie de Bourgneuf est suspendue la même année. Cette liaison renaît finalement en 2021 et permet de relier le Port de la Noëveillard de Pornic au Port de l'Herbaudière, située sur la commune de Noirmoutier-en-l'Île.

### Logements
En 2008, l'Insee dénombre près de 11 236 logements sur l'ensemble du territoire communal, soit 1 370 de plus qu'en 1999 ; 6 117 sont des résidences principales (54,4 %) et 4 644 sont des résidences secondaires ou des logements occasionnels (41,3 %). Le nombre de logements vacants (4,2 %) a augmenté de presque 50 % depuis 1968, pour atteindre 475 en 2008.
La construction de logements depuis 1949 a connu une accélération après 1989, avec un nombre moyen annuel de nouveaux logements s'établissant à 46 entre 1949 et 1974, 42 entre 1975 et 1989 et 73 entre 1990 et 2004. L'Insee recense 1 262 habitations construites avant 1949 (soit 21,5 %), 1 205 entre 1949 et 1974 (20,5 %), 1 514 l'ont été entre 1975 et 1989 (25,7 %), et 1 899 entre 1990 et 2005 (32,3 %).
Le nombre de logements sociaux a pour sa part augmenté entre 1999 et 2008, passant de 119 à 175, mais ce type de logement ne représente que 2,9 % des résidences principales.

## Toponymie
Le nom de Pornic est attesté au XIe siècle sous la forme latinisée Castrum Porsniti, puis apparaît sous les graphies Pornit en 1130, Porsnith en 1187, de Pornidio vers 1330. La forme Pornic se rencontre dès le XIVe siècle. Au XIIe siècle, l'abbaye Sainte-Marie de Pornic est dénommée en latin médiéval Abbatia Sanctæ Mariæ de Pornido ou Abbatia Sanctæ Mariæ de Portu nitido[réf. nécessaire] ; le Dictionnaire historique de Bretagne cite encore, sans dates, les formes Sancta Maria de Pornido, de Pornitio, de Pornidio et de Porto Nitido; on rencontre enfin la forme monasteri[um] Beate Marie de Pernidio [sic] en 1435. Certaines de ces attestations comportent la forme latinisée (remise ici au nominatif) Portus nitidus, qui représente une étymologie populaire reposant sur Pornit, fantaisie d'un scribe médiéval : « beau port », « port florissant » ou encore « port coquet, accueillant ».
Pornic se trouve dans la zone de transition linguistique entre le gallo et le poitevin. En gallo le nom de la commune peut s'écrire Porni ou Porniq selon les écritures ABCD et MOGA ou Port-Nitz selon l'écriture ELG. Deux prononciations sont attestées : [pɔʁni] ou [pɔʁnik].
En breton, langue parlée par des marins d'origine bretonne dans la commune jusqu'au XIXe siècle, la ville se nomme Pornizh, le -zh représentant une forme évoluée du [-t] final[réf. nécessaire]. En français, le -c final, d'abord uniquement graphique et sans doute issu au Moyen Âge d'une confusion t / c (phénomène fréquent), a fini par se prononcer [-k].
L'étymologie du nom de la commune a divisé les spécialistes.
- Auguste Longnon, l'un des premiers à émettre une hypothèse sérieuse, y a vu une formation gallo-romane *Pruniacus, dérivé toponymique en -acus[Note 5] du nom de personne gallo-romain Prunius, soit « le domaine rural de Prunius ». Or on sait que ce suffixe aboutit normalement en Bretagne à la terminaison -ac. Longnon prévient l'objection en affirmant que la forme moderne en -ic « a été très probablement influencée par la colonie saxonne qui se fixa dans ces parages au cours du Ve siècle »[35]. Cette interprétation est difficilement compatible avec les premières formes relevées, sans doute ignorées du grand chartiste que fut Auguste Longnon.
- Le toponymiste allemand Hermann Gröhler, grand spécialiste de la toponymie française, émit une deuxième hypothèse[36] que reprit Albert Dauzat dans son dictionnaire : ce nom représenterait peut-être le « lat[in] portus, bret[on] porzh, port, et nom d'homme breton Nitos »[26]. Par « breton », il faut vraisemblablement comprendre ici « brittonique insulaire », originaire de (Grande) Bretagne. Il s'agirait alors d'une formation relativement ancienne, pouvant dater des Ve ou VIe siècles. Cette interprétation est reprise par des ouvrages plus récents, dont celui de Jean-Marie Cassagne et Mariola Korsak qui se contentent de délayer le texte de Dauzat, sans vraiment rien apporter de plus[37]. Hervé Abalain va par contre un peu plus loin en invoquant un nom de personne plus tardif que Nitos, à savoir Neiz[27], qui fait « plus breton », mais ne semble pas nécessaire d'un point de vue linguistique[Note 6].
- Auguste Vincent fait preuve de davantage de prudence en se refusant à toute interprétation, montrant en cela que l'étymologie de ce nom pose à ses yeux un problème[38]. Il sera suivi par Marie-Thérèse Morlet, qui ne mentionne pas ce toponyme dans son ouvrage consacré aux noms de personnes dans les noms de lieux[39] — rejet implicite de l'explication de Longnon — et par Ernest Nègre, qui n'inclut pas davantage Pornic dans sa monumentale Toponymie générale de la France[40].
- On n'en trouve pas trace non plus dans l'ouvrage d'Albert Deshayes consacré à la toponymie bretonne[41]. Cela semble signifier que l'auteur rejette l'hypothèse bien connue de Gröhler / Dauzat, sans toutefois rien proposer d'autre. On notera en particulier qu'à l'article Neiz, nom de personne breton figurant dans divers toponymes, et invoqué plus haut par Hervé Abalain, Pornic ne figure pas, et que l'étymologie de l'anthroponyme Neiz est jugée par ailleurs incertaine. Aucune analyse de Pornic n'est proposée non plus dans l'ouvrage de Jean-Yves Le Moing consacré aux noms de lieux bretons de Haute-Bretagne[42], qui fournit néanmoins quelques formes anciennes datées.

## Histoire

### Préhistoire et Antiquité
La découverte entre autres de deux bifaces et d'une hache en pierre polie conduit à estimer la première présence humaine sur le territoire de la commune à environ 100 000 ans avant notre ère. Les mégalithes encore visibles au début du XXIe siècle, dont un très important groupe de dolmens à couloir de type transeptés, permettent d'attester le peuplement humain du site de Pornic au Ve millénaire av. J.-C. Une partie du patrimoine mégalithique a été recouvert par les eaux, le niveau de la mer ayant varié au fil du temps.

### Moyen Âge

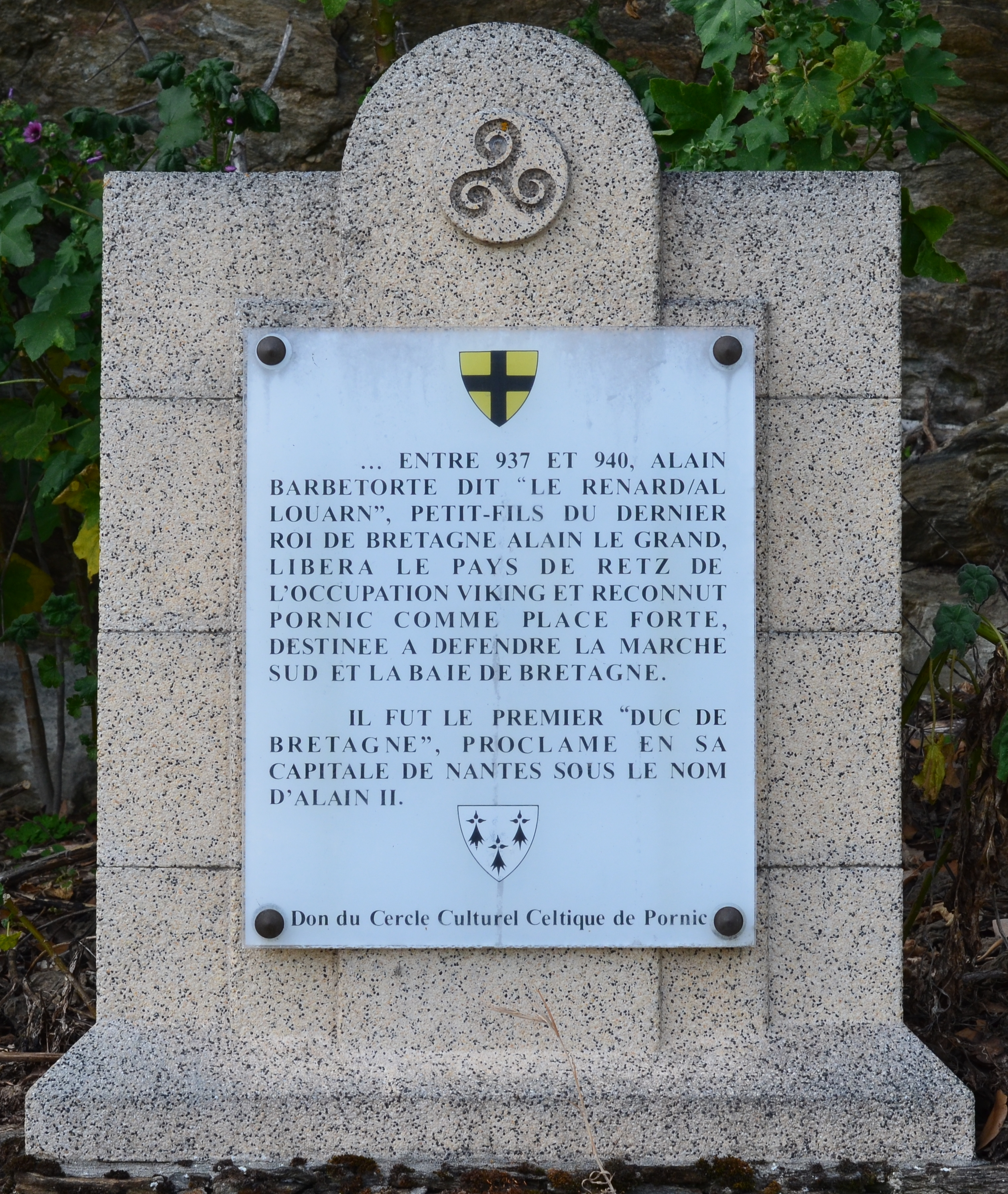
Plaque commémorative de l'établissement de Pornic en tant que place forte sous Alain Barbetorte.

Au IXe siècle, Pornic fait partie du comté d'Herbauges, qui regroupe militairement l'ensemble des paroisses et villages du bas-Poitou en lutte contre les invasions Vikings. En 851, le roi de Bretagne, Erispoë, et le roi de France, Charles le Chauve, signent le traité d'Angers qui permet aux Bretons d'élargir leur territoire en occupant le Pays rennais, le Pays nantais et le pays de Retz.
Au Xe siècle, le duc de Bretagne Alain Barbe-Torte érige une forteresse dans la vallée de Pornic pour protéger la ville des Vikings. De ce castrum ne subsiste au XXIe siècle que le nom de la rue de la Douve et du chemin des Remparts, et le relief de la butte du calvaire. Plus tard elle devient une des résidences de Gilles de Rais, personnage qui a inspiré le conte de Barbe-bleue.
L'histoire de la ville est également liée à celle de l'abbaye Sainte-Marie (à l'origine de la commune de Sainte-Marie-sur-Mer).

### Révolution
Pendant la Révolution, une part importante des Pornicais est favorable à la République. Le 23 mars 1793, la garde nationale, composée de 400 hommes conduits par un prêtre, curé du Clion, s'affirmant « curé républicain », sort de la ville pour récupérer du blé. Les « blancs » (troupes royalistes) en profitent pour s'emparer de la ville. Mais les Paydrets, une fois la victoire acquise, s’enivrent, ce qui permet aux républicains de reprendre la ville. Le 27 mars, les insurgés menés par Charette s'emparent de la ville, la pillent et mettent le feu aux maisons supposées abriter des républicains. Un mois plus tard, Charette évacue Pornic devant la menace du général républicain Beysser.

### Depuis leXIXesiècle
Au XIXe siècle, l'essor de Pornic, en tant que station balnéaire, favorise en 1875, l'arrivée du train et l'inauguration de la gare, à la suite de la construction de la ligne Nantes - Sainte-Pazanne - Pornic. En 1853, Pornic inaugure l'un des premiers casinos de France (cinquième après Dieppe, Boulogne-Sur-Mer, Saint-Malo, Trouville). Cette situation amènera aussi, en 1906, l'inauguration de la ligne de Pornic à Paimbœuf (à voie métrique) desservant les lieux de villégiature de la Côte de Jade, service qui prendra fin en 1939.
À cette époque, de nombreux artistes fréquentent Pornic : des écrivains comme Gustave Flaubert, Paul Léautaud, Michelet, Robert Browning ou Julien Gracq, De nombreux peintres ont également été inspirés par cette ville et ses alentours : Auguste Renoir, Edgar Maxence, Henri Lebasque, Charles Leduc, Jean Henri Chouppe, Charles Jacque, Émile Guillaume, Fernand Lantoine, Félix Thomas, Gustave Quenioux, Charles Fouqueray, Edouard Porquier, Armand Guillaumin, Gustave Loiseau, Raoul du Gardier et Max Ernst.
Pornic est le port d'attache du Saint-Philibert, un vapeur construit en 1926 par les ateliers Dubigeon. Il coule le 14 juin 1931 en face de la bouée du Châtelier, dans la baie de Bourgneuf, faisant près de cinq cents morts. De nombreuses rumeurs concernant la disparition des naufragés, les conditions de navigation, l'équipage, affecteront la mémoire des disparus, l'équilibre de Nantes et de l'île d'Hoëdic dont la pêche ne se vend plus,.
Lors de la Seconde Guerre mondiale, le 17 juin 1940, le RMS Lancastria est coulé par l'aviation allemande. Une partie des 4 000 à 7 000 morts sont enterrés dans le cimetière anglais de Pornic. La ville est occupée par la Wehrmacht le 26 juin. De nombreuses fortifications sont bâties à Pornic dans le cadre de l'édification du mur de l'Atlantique. L'occupation allemande se prolonge d'août 1944 au 11 mai 1945 pour les Pornicais qui n'ont pas fui ou été évacués, durant donc neuf mois de plus que dans la plus grande partie de l'ouest de la France. Car Pornic est situé dans une zone de repli des troupes allemandes, dite poche de Saint-Nazaire, dont la reddition effective intervient trois jours après la capitulation de l'Allemagne.
Pornic fusionne avec Le Clion-sur-Mer et Sainte-Marie-sur-Mer le 1er juin 1973.
Le 14 avril 2000, de légers dégâts sont constatés au restaurant McDonald's de Pornic. Six militants indépendantistes bretons sont mis en examen pour cet attentat, dont d'abord trois sont mis hors de cause. Plus tard, les trois autres sont relaxés pour cet attentat par la cour d'assises. Ce dossier pénal donne lieu à controverse.

## Politique et administration

### Tendances politiques et résultats
Le décompte des votes du 1er tour de l'élection présidentielle 2007 a révélé à Pornic un taux d'abstention de 12,01 %, nettement inférieur au taux national. Les électeurs pornicais ont principalement voté pour N. Sarkozy 37,20 %, S. Royal 21,44 %, F. Bayrou 20,01 %, J.-M. Le Pen 7,74 % et P. de Villiers 4,24 %. M. Sarkozy obtient 6 % de plus qu'au niveau national, Mme Royal 4 % de moins. Cette tendance se confirme au second tour, avec une abstention toujours inférieure à celle du pays entier, car si Pornic vote majoritairement pour M. Sarkozy (60,21 %), devant Mme Royal (39,79 %), c'est avec un écart nettement supérieur à celui de l'ensemble du pays (respectivement 53,06 % et 46,94 %).
Le député de Pornic (9e circonscription) est M. Philippe Boënnec (Union pour un mouvement populaire) qui, lors des Élections législatives de 2007, avec 58,70 % arrive nettement devant son opposante Mme Monique Rabin (PS, 41,30 %) en ce qui concerne les votes pornicais au second tour. Au premier tour, M. Boënnec avait obtenu à Pornic 48,86 %, Mme Rabin 22,70 %, M. Guillon (UDF-Mouvement démocrate) 8,36 % et M. Cossée (Divers droite) 6,99 %, aucun autre candidat ne dépassant les 5 %. L'abstention a été respectivement de 33,81 % et 31,80 %.

### Liste des maires

#### Indemnités de Maire
D'après les chiffres de l'année 2014, le Maire Jean-Michel Brard touche 3 159 € d'indemnité mensuelle brut. Au total tous les élus municipaux se partagent une enveloppe maximale de 234 700 € par an. Ces chiffres annoncés coïncident avec les grilles de salaires et indemnités des Maires de commune en France.

### Fiscalité
| Taxe                                                | Taux appliqué (part communale) | Recettes dégagées en € |
| --------------------------------------------------- | ------------------------------ | ---------------------- |
| Taxe d'habitation (TH)                              | 13,95 %                        | 3 819 000              |
| Taxe foncière sur les propriétés bâties (TFPB)      | 14,41 %                        | 2 945 000              |
| Taxe foncière sur les propriétés non bâties (TFPNB) | 42,55 %                        | 155 000                |
| Compensation-relais                                 |                                | 2 912 000              |
| Cotisation foncière des entreprises (CFE)           | 22,78 %                        | 962 000                |

### Budget
| Évolution de l'endettement (en milliers d’€) | Évolution des dépenses d’équipement (en milliers d’€) |

### Intercommunalité
Depuis le 1er janvier 2002, Pornic adhère à la communauté de communes de Pornic dont elle est le siège. La commune est représentée au conseil intercommunal par le maire (qui est président de la communauté) et 22 élus communautaires.
Le 1er janvier 2017, la communauté de communes de Pornic et celle de Cœur Pays de Retz fusionnent pour constituer une communauté d'agglomération baptisée « Pornic Agglo Pays de Retz », dont la ville de Pornic est le siège.

### Sécurité, instances judiciaire et administrative
- Sur le plan judiciaire, la commune dépend du tribunal d'instance, du grande instance, du tribunal de commerce et du conseil de prud'hommes de Saint-Nazaire, juridictions dépendantes de la cour d'appel de Rennes[67].
- Sur le plan de la justice administrative, elle dépend du tribunal administratif et de la cour administrative d'appel de Nantes[68].

### Jumelages
Pornic est jumelée avec quatre communes européennes : 
- Linz am Rhein (Allemagne) depuis 1987 ;
- Newby and Scalby (Royaume-Uni) depuis 1989 ;
- Baiona (Espagne) depuis 1997 ;
- Omegna (Italie) depuis 2024.

## Population et société

### Démographie
Selon le classement établi par l'Insee, Pornic est le centre d'une aire urbaine, d'une unité urbaine et d'un bassin de vie. Elle fait partie de la zone d'emploi de Saint-Nazaire. Toujours selon l'Insee, en 2010, la répartition de la population sur le territoire de la commune était considérée comme « intermédiaire » : 66 % des habitants résidaient dans des zones « intermédiaires », 31 % dans des zones « peu denses » et 4 % dans des zones « très peu denses ».

#### Évolution démographique
En 1973, la commune absorbe Le Clion-sur-Mer et Sainte-Marie-sur-mer.
L'évolution du nombre d'habitants est connue à travers les recensements de la population effectués dans la commune depuis 1793. Pour les communes de plus de 10 000 habitants les recensements ont lieu chaque année à la suite d'une enquête par sondage auprès d'un échantillon d'adresses représentant 8 % de leurs logements, contrairement aux autres communes qui ont un recensement réel tous les cinq ans,.

En 2022, la commune comptait 18 382 habitants, en évolution de +25,02 % par rapport à 2016 (Loire-Atlantique : +6,68 %, France hors Mayotte : +2,11 %).
| 1793 | 1800 | 1806 | 1821  | 1831  | 1836  | 1841  | 1846  | 1851  |
| ---- | ---- | ---- | ----- | ----- | ----- | ----- | ----- | ----- |
| 948  | 806  | 834  | 1 040 | 1 106 | 1 228 | 1 324 | 1 505 | 1 497 |

| 1856  | 1861  | 1866  | 1872  | 1876  | 1881  | 1886  | 1891  | 1896  |
| ----- | ----- | ----- | ----- | ----- | ----- | ----- | ----- | ----- |
| 1 494 | 1 608 | 1 630 | 1 732 | 1 666 | 1 809 | 1 919 | 1 980 | 2 017 |

| 1901  | 1906  | 1911  | 1921  | 1926  | 1931  | 1936  | 1946  | 1954  |
| ----- | ----- | ----- | ----- | ----- | ----- | ----- | ----- | ----- |
| 2 034 | 2 004 | 2 101 | 1 957 | 2 001 | 1 910 | 2 015 | 2 358 | 2 460 |

| 1962  | 1968  | 1975  | 1982  | 1990  | 1999   | 2006   | 2011   | 2016   |
| ----- | ----- | ----- | ----- | ----- | ------ | ------ | ------ | ------ |
| 2 759 | 2 795 | 8 154 | 8 704 | 9 815 | 11 891 | 13 681 | 14 310 | 14 703 |

| 2021   | 2022   | - | - | - | - | - | - | - |
| ------ | ------ | - | - | - | - | - | - | - |
| 17 910 | 18 382 | - | - | - | - | - | - | - |

#### Pyramide des âges
La population de la commune est relativement âgée.
En 2018, le taux de personnes d'un âge inférieur à 30 ans s'élève à 24,7 %, soit en dessous de la moyenne départementale (37,3 %). À l'inverse, le taux de personnes d'âge supérieur à 60 ans est de 41,3 % la même année, alors qu'il est de 23,8 % au niveau départemental.
En 2018, la commune comptait 7 378 hommes pour 8 192 femmes, soit un taux de 52,61 % de femmes, légèrement supérieur au taux départemental (51,42 %).
Les pyramides des âges de la commune et du département s'établissent comme suit.
| Hommes | Classe d’âge | Femmes |
| ------ | ------------ | ------ |
| 1,1    | 90 ou +      | 2,4    |
| 11,1   | 75-89 ans    | 13,7   |
| 26,8   | 60-74 ans    | 27,4   |
| 21,6   | 45-59 ans    | 21,3   |
| 12,5   | 30-44 ans    | 12,4   |
| 11,9   | 15-29 ans    | 9,7    |
| 15,0   | 0-14 ans     | 13,1   |

| Hommes | Classe d’âge | Femmes |
| ------ | ------------ | ------ |
| 0,6    | 90 ou +      | 1,8    |
| 6      | 75-89 ans    | 8,6    |
| 15,1   | 60-74 ans    | 16,4   |
| 19,4   | 45-59 ans    | 18,8   |
| 20,1   | 30-44 ans    | 19,3   |
| 19,2   | 15-29 ans    | 17,4   |
| 19,5   | 0-14 ans     | 17,6   |

### Enseignement
Pornic dépend de l'académie de Nantes. Au 1er janvier 2011 les établissements publics d'enseignement primaire sont les écoles Kerlor, les Nondales (Le Clion-sur-Mer) et Les Sablons (Sainte-Marie-sur-Mer) ; les établissements privés d'enseignement primaire se dénomment Ange-Gardien, Saint-Joseph (Sainte-Marie-sur-Mer) et Sainte-Victoire (Le Clion-sur-Mer).
En ce qui concerne l'enseignement secondaire, au 1er janvier 2011 se trouvent sur le territoire de la commune le collège public Jean-Mounes, le collège privé Notre-Dame de Recouvrance et le lycée public du pays de Retz.
Depuis la rentrée de Septembre 2018, Le Lycée public du Pays de Retz accueille une promotion de 12 élèves dans le cadre d'un BTS du domaine de l'informatique, en partenariat avec le GRETA de Nantes et l'entreprise Alphalink. Une seconde promotion a été recrutée en vue de la rentrée 2020 malgré les difficultés dues au Covid-19.

### Manifestations culturelles et festivités
Depuis 1993, la ville est animée au printemps et en été par le festival « La Déferlante ». Diverses manifestations culturelles gratuites sont organisées par l'association éponyme dans neuf stations balnéaires de la Loire-Atlantique et de Vendée : Saint-Brevin-les-Pins, Pornic, Barbâtre, Notre-Dame-de-Monts, Saint-Jean-de-Monts, Saint-Hilaire-de-Riez, Saint-Gilles-Croix-de-Vie, Les Sables-d'Olonne et La Tranche-sur-Mer (du nord au sud).
Depuis 1902, Pornic possède son Carnaval, organisé par le comité de Mi-Carême, qui a l'occasion de ses 120 ans vient de rentrer au Patrimoine Immatériel Culturel en France. Les carnavaliers défilent trois fois dans la Ville sur leurs chars en compagnies des Reines de Pornic. Deux fois à la Mi-Carême, au milieu d'une grande fête foraine sur le vieux port, le dimanche après-midi et le lundi soir lors de la cavalcade nocturne, accompagnés descarnavaliers allemands de Linz Am Rhein. Et une troisième fois depuis 1995, le premier week-end d'août lors du carnaval d'été en semi-nocturne. C'est à cette occasion que l'effigie du Roi Carnaval est brulée dans le vieux port au pied du château de Pornic sous un immense feu d'artifice.[réf. nécessaire]

### Santé
Un centre hospitalier est installé à Pornic : l'hôpital intercommunal du pays de Retz, qui dispose dans la commune de son siège social et d'une antenne en centre-ville,.

### Sports
Historiquement, le football et le rugby (respectivement 450 et 140 licenciés en 2009) sont les activités sportives phare de la ville. L'équipe de basket a atteint la Fédérale (plus haut niveau amateur national) dans les années 1970. À cette époque, l'association de gymnastique l'Envol est créée. Rebaptisée l'Optimiste dans les années 1990, elle compte 240 membres au début du XXIe siècle.
La ville compte en 2011 une cinquantaine de sections ou d'associations sportives. Les sports nautiques et aquatiques sont fortement représentés : plongée, voile, aviron, kayak, plaisance. La présence d'un terrain de golf 18 trous sur la commune explique l'existence de deux associations proposant la pratique de ce sport. Les sports collectifs (rugby, football, volley, handball, basket) et individuels (tennis, arts martiaux, gymnastique, tir sportif) complètent cet ensemble.
En 2021, la commune reçoit pour la deuxième fois le titre de ville la plus sportive des Pays de la Loire. En amont des Jeux Olympiques 2024 de Paris, la ville de Pornic se voit décerner le label "Terre de jeux 2024".

### Médias
Outre les deux grands quotidiens régionaux Presse-Océan et Ouest-France, l'hebdomadaire Le Courrier du pays de Retz est diffusé à Pornic. Une radio locale associative, Jade FM (anciennement Radio Chrono 99.7), diffuse sur la commune et ses alentours.

### Cultes
Des lieux de cultes de la commune sont consacrés à la pratique de la religion catholique. Le territoire de la ville fait intégralement partie de la paroisse Saint-Jean-le-Baptiste-en-Retz dans la zone pastorale du pays de Retz, qui dépend du diocèse de Nantes (province ecclésiastique de Rennes). Le culte est pratiqué dans les églises Saint-Gilles de Pornic, du Clion-sur-Mer et Sainte-Marie de Sainte-Marie-sur-Mer.

### Écologie et recyclage
Dans le cadre de la préservation du bord de mer, le Conservatoire du littoral a, entre 1981 et 2011, progressivement acquis 31 hectares du littoral de la Côte sauvage, entre Préfailles et Pornic. La volonté est de « renaturer le site », en détruisant les constructions et en éradiquant les arbres et plantes exotiques au profit des essences locales. Toutes les réalisations humaines sont écartées pour préserver cet espace naturel, une des rares portions du littoral de la Loire-Atlantique à ne pas être urbanisé.
Depuis 2002, la commune pratique le tri sélectif. Les déchets ménagers sont collectés par un service de la communauté de communes de Pornic, transitent par un dépôt à Saint-Père-en-Retz, avant d'être incinérés dans l'usine Arc-en-ciel à Couëron.

## Économie

### Revenus de la population et fiscalité
En 2008, le revenu fiscal médian par ménage était de 19 762 €, ce qui plaçait Pornic au 6 684e rang  parmi les 31 604 communes de plus de 50 ménages en métropole.

### Emploi
En 2008, 8 422 Pornicais avaient entre 15 et 64 ans, les actifs ayant un emploi représentaient 63,8 % de la population, les retraités en représentaient 14,2 %, tandis que 8 % des Pornicais étaient considéré comme autres inactifs. Enfin la population estudiantine représentait 8,2 % des habitants de Pornic
La même année l'Insee recense un taux de chômage de 8,4 % pour la commune contre 9,5 % pour le département.
Répartition des emplois par domaines d'activité en 2008
|                             | Agriculture | Industrie | Construction | Commerce, transport, services | Administration, santé, enseignement, social |
| --------------------------- | ----------- | --------- | ------------ | ----------------------------- | ------------------------------------------- |
| Pornic                      | 2,9 %       | 7,6 %     | 7,8 %        | 53,1 %                        | 28,5 %                                      |
| Moyenne départementale      | 2,8 %       | 14,7 %    | 7,4 %        | 46,0 %                        | 29,1 %                                      |
| Sources des données : Insee |             |           |              |                               |                                             |

Répartition des emplois par catégories socioprofessionnelles en 2008
|                             | Agriculteurs | Artisans, commerçants, chefs d'entreprise | Cadres, professions intellectuelles | Professions intermédiaires | Employés | Ouvriers |
| --------------------------- | ------------ | ----------------------------------------- | ----------------------------------- | -------------------------- | -------- | -------- |
| Pornic                      | 2,4 %        | 8,4 %                                     | 9,2 %                               | 23,0 %                     | 37,8 %   | 19,1 %   |
| Moyenne départementale      | 1,7 %        | 5,4 %                                     | 15,3 %                              | 26,1 %                     | 27,8 %   | 23,7 %   |
| Sources des données : Insee |              |                                           |                                     |                            |          |          |

### Entreprises et commerces
Selon l'Insee, au 31 décembre 2008 Pornic comptait 1 444 entreprises, onze d'entre elles comptant plus de cinquante salariés dont cinq dans l'administration, la santé, l'enseignement, etc., quatre dans les transports et le service, et deux dans le commerce.

#### Activité portuaire
L'activité liée à l'exploitation des produits de la mer a longtemps été un facteur essentiel de l'économie pornicaise. Même si le port de pêche est toujours actif en 2011, dans des proportions modestes. La flottille du port pêche environ 50 tonnes de produits de la mer par an.

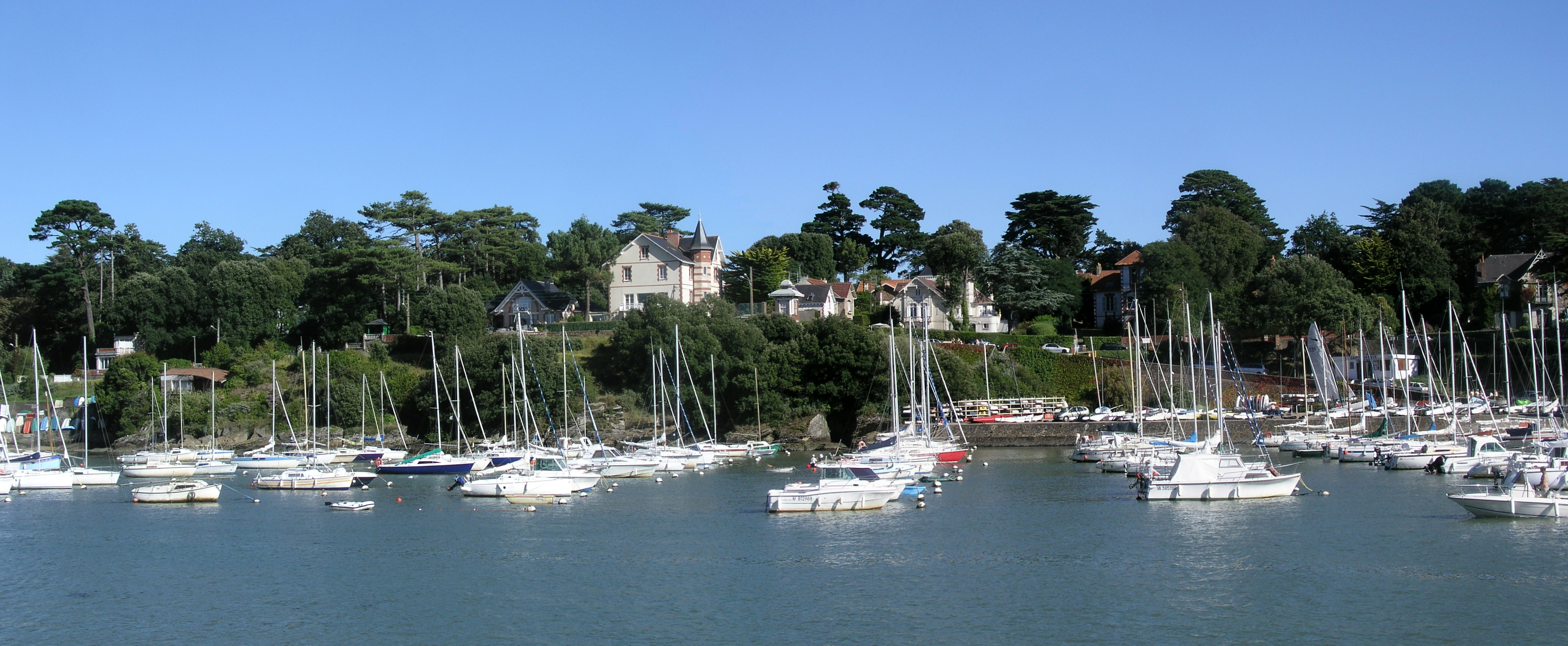
Le port de plaisance de Gourmalon.

L'activité de plaisance quant à elle s'est fortement développée. La ville présente deux ports liés à cette activité : le port départemental de Gourmalon avec 350 mouillages, et le port de plaisance de la Noëveillard, aussi appelé « Yacht Club International de Pornic » (YCIP), qui compte 919 emplacements pour les embarcations de 6 à 25 m.

#### Industrie
La conserverie Paulet, basée à Douarnenez, établit à Pornic une conserverie de poissons, qui devient propriété du groupe américain Star Kist. En 1966, l'unité emploie cent personnes, et conditionne 3 000 tonnes de sardines à l'huile. Cette conserverie ferme en 1989.
Les Dryander, famille lorraine de faïenciers depuis 1827, fuient leur région d'origine au début de la Seconde Guerre mondiale. Émile Dryander, une fois installé à Pornic, y fonde en 1947 la Manufacture bretonne de faïence artistique (MBFA), et transforme, aidé de Rémi Doucet, une petite usine électrique abandonnée pour s'y installer. En 1994, l'entreprise prend le nom de Faïencerie de Pornic. Elle produit 800 000 pièces par an. En 2011, la production est de 600 000 unités, la faïencerie emploie 26 personnes.
C'est à Pornic qu'est installée depuis 1987 la fabrique du fromage Le Curé Nantais.

#### Services
Une des entreprises les plus importantes de la ville est le centre de thalassothérapie de Pornic, ouvert en 1990, devenu l'un des quinze premiers du secteur au niveau national en 2006.
Une autre entreprise notable dans ce secteur sont les transports Pollono, fondés en 1922.

#### Agriculture
La surface exploitée a un peu décru entre 1988 et 2000, passant de 7 005 ha à 6 552 ha. L'élevage bovin est en régression sur la même période (8 910 à 7 412), tandis que le nombre de volailles a fortement progressé, de 22 286 à 70 332.

#### Agroalimentaire
La ville héberge des entreprises comme la minoterie Laraison, les établissements Collet, spécialisés dans la préparation de plats cuisinés, son élevage de pigeon de chair situé à la Meutrerie ou encore la Fraiseraie, experte en produits à base de fruits rouges.

#### Tourisme
Au 1er janvier 2011, Pornic abrite six hôtels (un 1 étoile, trois 2 étoiles et deux 3 étoiles), qui offrent 282 chambres. Les neuf terrains de camping de la ville disposent à la même date de 1 607 places.
Pornic est également doté d'un casino depuis 1899.
La Ville est réputée pour sa faïencerie,,,,,,, son casino,,, son centre de thalassothérapie, son golf 18 trous et sa fraiseraie,,.

## Patrimoine

### Langue bretonne
L’adhésion à la charte Ya d’ar brezhoneg a été votée par le Conseil municipal le 1er mars 2006. Pornic est la première commune de Haute-Bretagne à avoir signé la charte.

### Patrimoine naturel

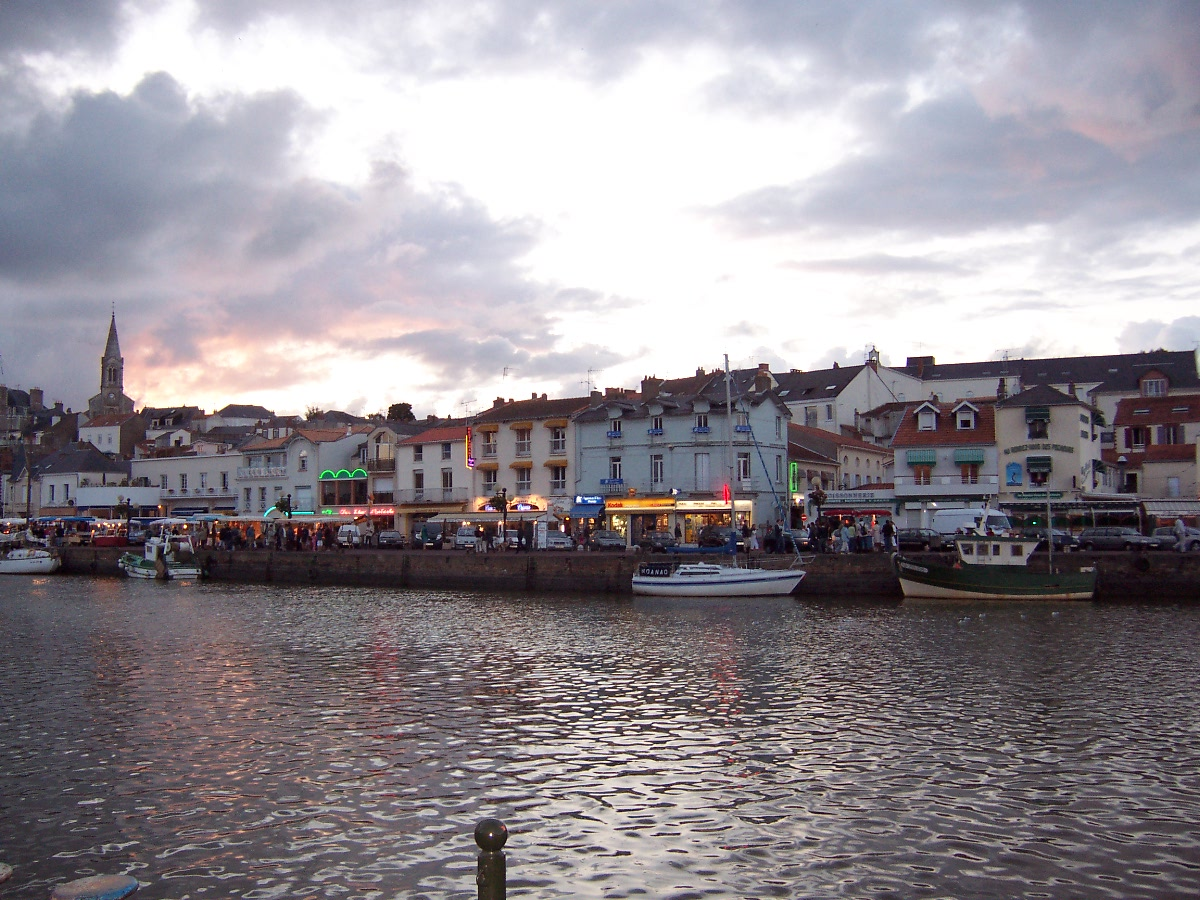
Coucher de soleil sur le port.

Outre le vieux port, le sentier des douaniers offre la possibilité de parcourir les 14 km du littoral pornicais.
Les plages de la ville se nomment plage de la Birochère, de la Boutinardière, de la Fontaine au Bretons, des grandes Vallées, de la Joselière, de Montbeau, de la Noëveillard, du Portmain, des Sablons, de la Source, de l'Étang et du Porteau. La commune recèle également l'étang du Val Saint-Martin, d'une superficie de 15 hectares.

### Patrimoine civil

#### Patrimoine mégalithique
Pornic se singularise tout particulièrement par une très forte densité de dolmens à couloir de type transeptés (tumulus des Mousseaux, tumulus du Moulin de la Motte, tumulus des Hautes-Folies, dolmen de la Joselière, dolmen du Pré d'Air) ce qui a d'ailleurs conduit à les dénommer parfois sous l’appellation révélatrice de type Pornic-Notgrove.

#### Château des Brefs
Le château des Brefs est un château fort construit au XIIe siècle sur l'ancienne commune du Clion-sur-Mer, d'abord en bois, il servait de maison de quarantaine pour le port de Prigny.
Reconstruit en pierre le siècle suivant, il garda son aspect médiéval jusqu'au XVIIe siècle, date à laquelle cette propriété des Princes de Condé fut rasée sous le règne de Louis XIII. Sur les caves voûtées fut reconstruit un château de plaisance de style Louis XIII.
Au XVIIIe siècle : le château est modifié et agrandi. Durant les Guerres de Vendée, il est en partie détruit, et menace de tomber en ruine. Au XIXe siècle, il est acheté par une famille de notables locaux les Bocandé (Stanislas Louis Xavier Bocandé est maire de Pornic au milieu du XIXe siècle). Le château est alors restauré en 1830 dans le style Clissonnais, très en vogue à cette époque dans la région.
Au XXe siècle, Yvonne Dorigny (1889-1983), fille de Léon et Thérèse Bocandé se marie avec Raymond Gallimard, frère et associé de Gaston Gallimard, l'éditeur parisien. Le château connaît alors une renommée internationale, et beaucoup d'écrivains y viennent comme : Antoine de Saint-Exupéry ou Albert Camus. Simone, l'épouse de Claude Gallimard, la belle-fille de Gaston, continue la vie littéraire dans cette maison, jusqu'au tragique accident de voiture survenue dans l'Yonne, le 4 janvier 1960 qui coûte la vie à Michel Gallimard, le fils de Raymond, et à Albert Camus.
Le château tombe alors à l'abandon, jusqu'à être ruiné et pillé. En 1989, le bâtiment est restauré par une association, présidé par le conteur Éric Chartier, avec le concours des collectivités territoriales, et la ville de Pornic. Depuis, le lieu est un centre d'art et de culture, où chaque année ont lieu des pièces de théâtre, des expositions d'art, et des soirées littéraires.

#### Château de Pornic
Le château de Pornic a été bâti du XIIIe au XVe siècle, modifié au XIXe siècle. La partie la plus ancienne est la tour nord, qui est surmontée de machicoulis. Les bâtiments au centre de la forteresse ont été modifiés au XVe siècle, période à laquelle la tour sud est bâtie. Le château appartient successivement à Gilles de Rais, Jean V de Bretagne, et aux familles Coétivy, Gondy, Villeroy et Brie-Serrant. Il est racheté par les collectivités locales en 1824.

#### Autres bâtiments
Le manoir de la Touche, datant de la Renaissance (XVIe siècle), héberge régulièrement à partir de 1853 Jules Michelet, qui y rédige une partie de son Histoire de la Révolution française. Il y écrit aussi La Mer en 1861. Les halles, propriété de la ville depuis 1825, datent elles du XVIIIe siècle, lorsque le duc de Villeroy et de Retz décide de remplacer le premier bâtiment édifié sur ordre du duc Henri de Gondi en 1609. Une folie a été bâtie au XVIIIe siècle à la Mossardière, sur commande de Félix-Louis Quatreville, époux d'un armateur pornicais. Typique des maisons de villégiature construites au XIXe siècle, la villa Roche Gann est ornée de briques rouges, de faïence, et de piliers et terrasses de bois peint. On retrouve ces éléments dans l'ancien casino, construit en 1899 sur la plage de Gourmalon. La gare (ligne Nantes - Sainte-Pazanne - Pornic) date de 1875.

### Patrimoine religieux
L'église du Clion date du XIIIe siècle ou du début duXIVe siècle, et a été remaniée aux XVIIe et XIXe siècles. Son clocher, un clocher-porche, est doté d'un carillon mécanique de 1857 qui peut sonner une octave complète. Il ne reste que des vestiges de l'ancienne abbaye Sainte-Marie de Pornic, dans la cure de l'ancienne commune Sainte-Marie-sur-mer, où l'église Sainte-Marie, de style néo-gothique, date de la fin du XIXe siècle ; elle recèle une pierre tombale, datant du XIVe siècle. L'église Saint-Gilles de Pornic, la troisième construite depuis l'origine, date de la fin du XIXe siècle. Le plus récent édifice religieux est la chapelle Notre-Dame de Gourmalon, inaugurée en 1909, et construite malgré l'opposition du clergé par les habitants du quartier qui trouvaient l'église du bourg trop éloignée.
Le juvénat Saint-Joseph, sis à La Fontaine aux Bretons, propriété de la congrégation des frères Saint-Jean Baptiste de La Salle, est actuellement destiné à l'hébergement de pensionnaires de séjours et colonies de vacances.
La maison de villégiature Monval. Cette propriété est construite en 1855 pour l'Abbé Joseph Pétard, qui y fait construire outre une maison, une chapelle où il fait construire son tombeau, le financement de ces travaux reste à ce jour encore un mystère. Ses héritiers deviennent propriétaires en viager le 24 mai 1894. Puis Louis Amieux, industriel de Nantes (conserveries), gendre de l'architecte Léon-Félix Lenoir, acquiert la propriété le 2 octobre 1902. Il fait construire une maison de garde en 1904 et l'année suivante une remise et une écurie. Il fait également agrandir la maison, et il ajoute à l'ensemble un court de tennis Son fils, Maurice, en hérite le 15 octobre 1918 avant que M. et Mme Henri Musset n'en deviennent propriétaires le 19 mars 1933. L'Association Diocésaine de Nantes acquiert la propriété le 19 mai 1937. L'ensemble est utilisé en priorité comme maison de repos pour membres du clergé catholique, et reçoit aussi d'autres hôtes notamment en dehors de la saison d'été.

### Cimetière
Le cimetière anglais de Pornic (en anglais : Pornic War Cemetery) a été ouvert pour permettre l'inhumation des victimes du naufrage du RMS Lancastria, torpillé le 17 juin 1940. La moitié des 399 tombes du site concerne des victimes de cet évènement.

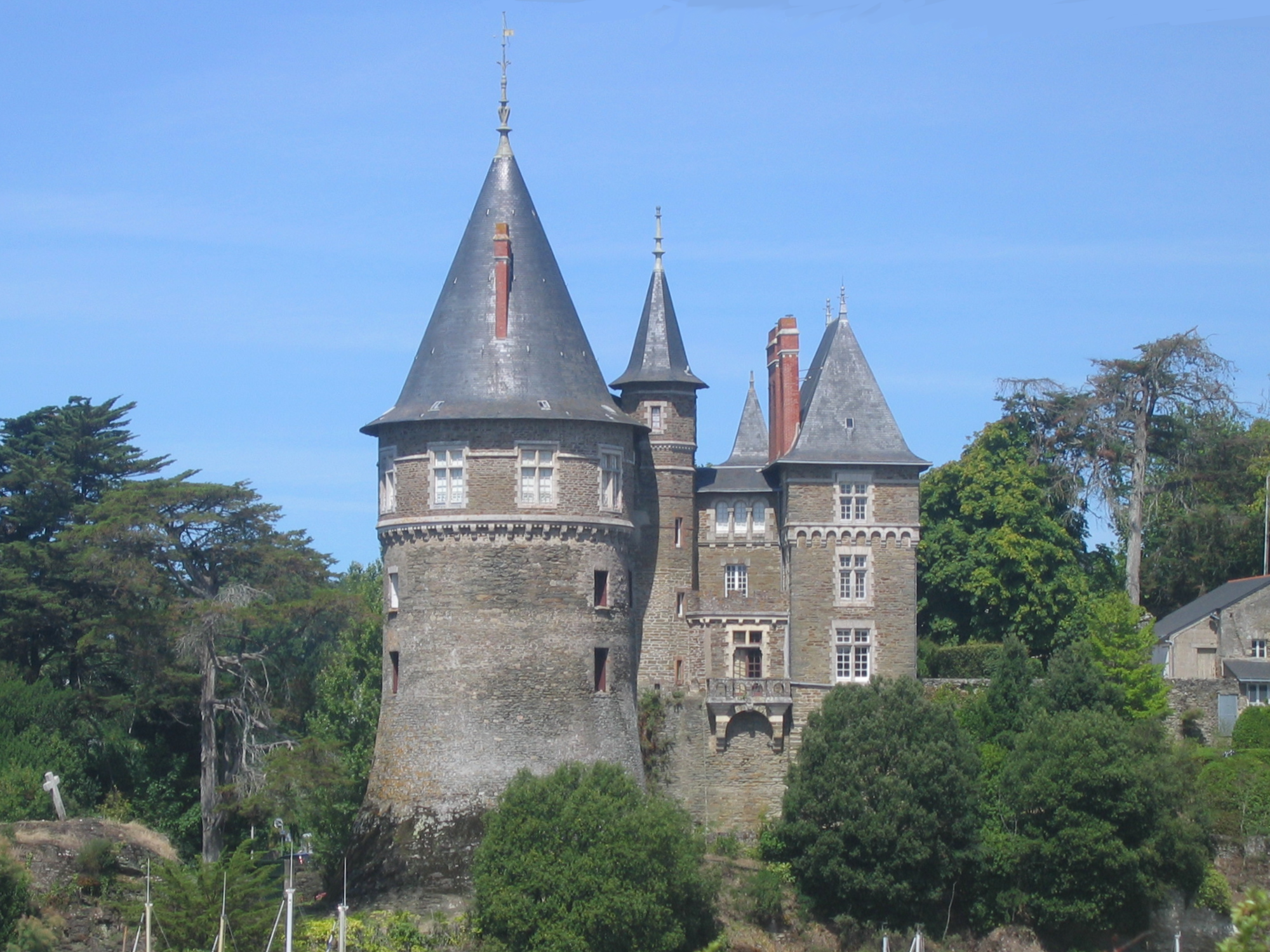
Le château de Pornic.
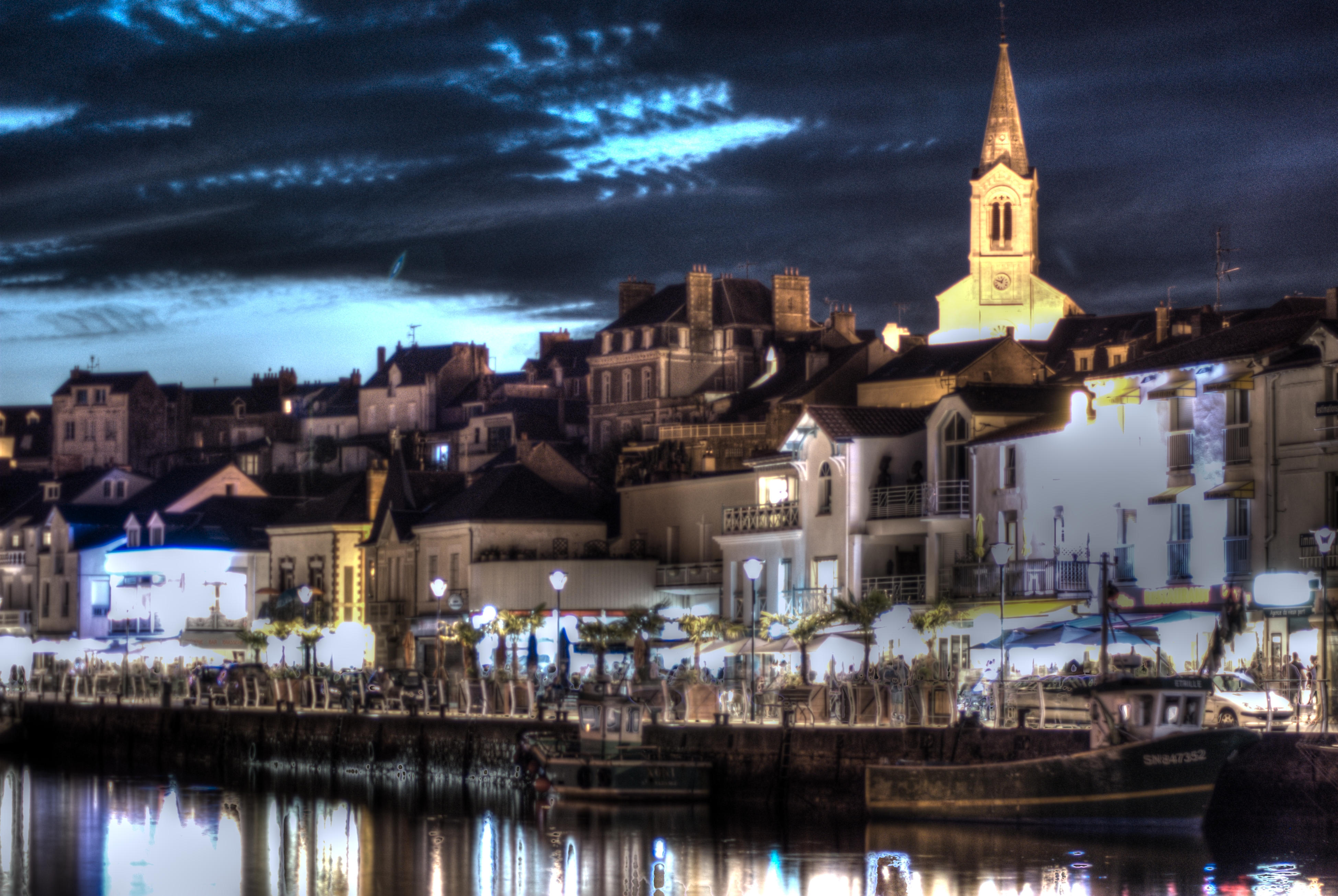
Port de Pornic la nuit.

### Emblèmes

#### Héraldique

##### Armes modernes de Pornic
| Blason | Blasonnement : Tiercé en pairle renversé : au premier, de sinople à la cotice en barre abaissée accompagnée en chef à dextre de la tour carillon de l'église du Clion, le tout d'argent ; au second : coupé ondé, au I d'azur à la Vierge à l'Enfant d'or tenant un oculus d'argent de Sainte-Marie et mouvant de la partition, au II de gueules à un porc-épic d'argent, à la trangle ondée d'argent brochant sur la partition ; au troisième, d'azur à une ancre de marine posée en bande et à un fût de canon posé en barre brochant, le tout d'or surmonté d'une étoile du même et accosté de deux mouchetures d'hermine d'argent ; à deux fois parées d'or posées en chevron brochant sur les lignes de partition et brochant sur le tout, au demi-pal d'argent terminé en pointe d'écusson, mouvant du chef et chargé en pointe d'un écusson d'or* à la croix de sable surmonté de deux mouchetures d'hermine de sable l'une sur l'autre. * Il y a là non-respect de la règle de contrariété des couleurs : ces armes sont fautives (or sur argent). Commentaires : Depuis la fusion des communes de Pornic, du Clion-sur-Mer et de Sainte-Marie-sur-Mer, la mairie a opté pour un nouveau blason qui reprend les armes respectives des trois communes (voir ci-après). L'ancre, le canon et l'étoile évoquent le lougre La Belle Étoile arraisonné par le Commodore Warren en 1800. La barre d'argent symbolise le canal de Haute-Perche. La tour-carillon du Clion date du XVe siècle : on y allumait des feux, les nuits sans lune, pour guider les navires vers le canal. La « Vierge à l'Enfant » est une vierge-tabernacle, œuvre d'art liée à la paroisse de Sainte-Marie. Le porc-épic (ou hérisson selon d'autres sources) rappelle les moines de Saint Philibert arrivés au VIIIe siècle et sachant défendre leur territoire (prieuré de Sainte-Marie – Brevet d'Hozier, 1704). Il pourrait aussi évoquer l'animal emblème de Louis XII, époux de la reine et duchesse Anne de Bretagne. Les fois (poignées de mains, avec manches) soulignent symboliquement l'unité, l'amitié et la fidélité entre les trois territoires ainsi que leur avenir commun. Les mouchetures d'hermine évoquent l'hermine plain de la Bretagne, rappelant l'appartenance de la ville à la Bretagne. Au centre, l'écusson d'or à la croix de sable est celui du pays de Retz, rappelant l'appartenance de Pornic, du Clion-sur-Mer et de Sainte-Marie-sur-Mer au pays de Retz. Blason conçu par Romuald Renaud en 2010,. |

##### Anciennes armes de Pornic, du Clion-sur-Mer et de Sainte-Marie-sur-Mer (avant la fusion)

###### Armes de Pornic
| Blason | Blasonnement : D'azur à l'ancre de marine posée en bande, et à un fût de canon posé en barre brochant, le tout d'or surmonté d'une étoile du même, et accompagné aux quatre cantons d'une moucheture d'hermine d'argent, Commentaires : L'ancre, le canon et l'étoile évoquent le lougre La Belle Étoile arraisonné par le Commodore Warren en 1800. Les mouchetures d'hermine évoquent l'hermine plain de la Bretagne, rappelant l'appartenance de la ville à la Bretagne. Blason conçu par M. Durivault en 1946. |

###### Armes du Clion-sur-Mer
| Blason | Blasonnement : De sinople à la barre d'argent chargée de trois mouchetures d'hermine de sable et accompagnée de deux tours-carillons aussi d'argent, l'une en chef, l'autre en pointe. Commentaires : La barre d'argent symbolise le canal de Haute-Perche. La tour-carillon du Clion date du XVe siècle : on y allumait des feux, les nuits sans lune, pour guider les navires vers le canal. Les mouchetures d'hermine évoquent l'hermine plain de la Bretagne, rappelant l'appartenance de la ville à la Bretagne. Blason conçu par M. Fleury et M. Durivault (délibération municipale du 12 mai 1946), enregistré le 13 mai 1970. |

###### Armes de Sainte-Marie-sur-Mer
| Blason | Blasonnement : Parti : au premier, de gueules à un hérisson d'or, au chef d'argent chargé de deux mouchetures d'hermine de sable ; au second, d'azur à la « Vierge à l'Enfant » d'or à l'oculus d'argent, soutenue d'une mer d'argent mouvant de la pointe, au chef d'or à la croix de sable, à la bordure de gueules. Commentaires : La « Vierge à l'Enfant » est une vierge-tabernacle, œuvre d'art liée à la paroisse de Sainte-Marie. Le hérisson (ou porc-épic selon d'autres sources) rappelle les moines de Saint Philibert arrivés au VIIIe siècle et sachant défendre leur territoire (prieuré de Sainte-Marie – Brevet d'Hozier, 1704). Il pourrait aussi évoquer l'animal emblème de Louis XII, époux de la reine et duchesse Anne de Bretagne. Au second parti, le chef est aux couleurs or et sable du pays de Retz : d'or à la croix de sable, rappelant l'appartenance de Sainte-Marie-sur-Mer au pays de Retz. Les mouchetures d'hermine évoquent l'hermine plain de la Bretagne, rappelant l'appartenance de la ville à la Bretagne. Blason conçu par M. Godelaine le 23 mars 1946. |

#### Logotype

La Ville de Pornic s'est dotée d'un logo inspirée de celui de l'office de tourisme.

Le logo de la Ville reprend quatre sites ou activités emblématiques de la commune et du territoire :
- Les pêcheries sur pilotis de la Côte de Jade
- Le château
- Le nautisme
- Le golf, créé en 1912

#### Devises

##### Devise de Pornic
La devise de Pornic, Maris Stella Sit Nobis Propitia, signifie littéralement « que l'étoile de la mer nous soit favorable ». La locution Maris Stella correspond ici à l'une des nombreuses appellations de la Vierge Marie, que l'on retrouve dans l'Ave Maris Stella, une prière catholique qui lui est dédiée.

##### Devise du Clion-sur-Mer
La devise du Clion-sur-Mer est Semper Virens (Toujours verdoyant).

##### Devise de Sainte-Marie-sur-Mer
La devise de Sainte-Marie-sur-Mer est Ad Jesum Per Mariam (Vers Jésus par Marie).

### Pornic dans l'Art

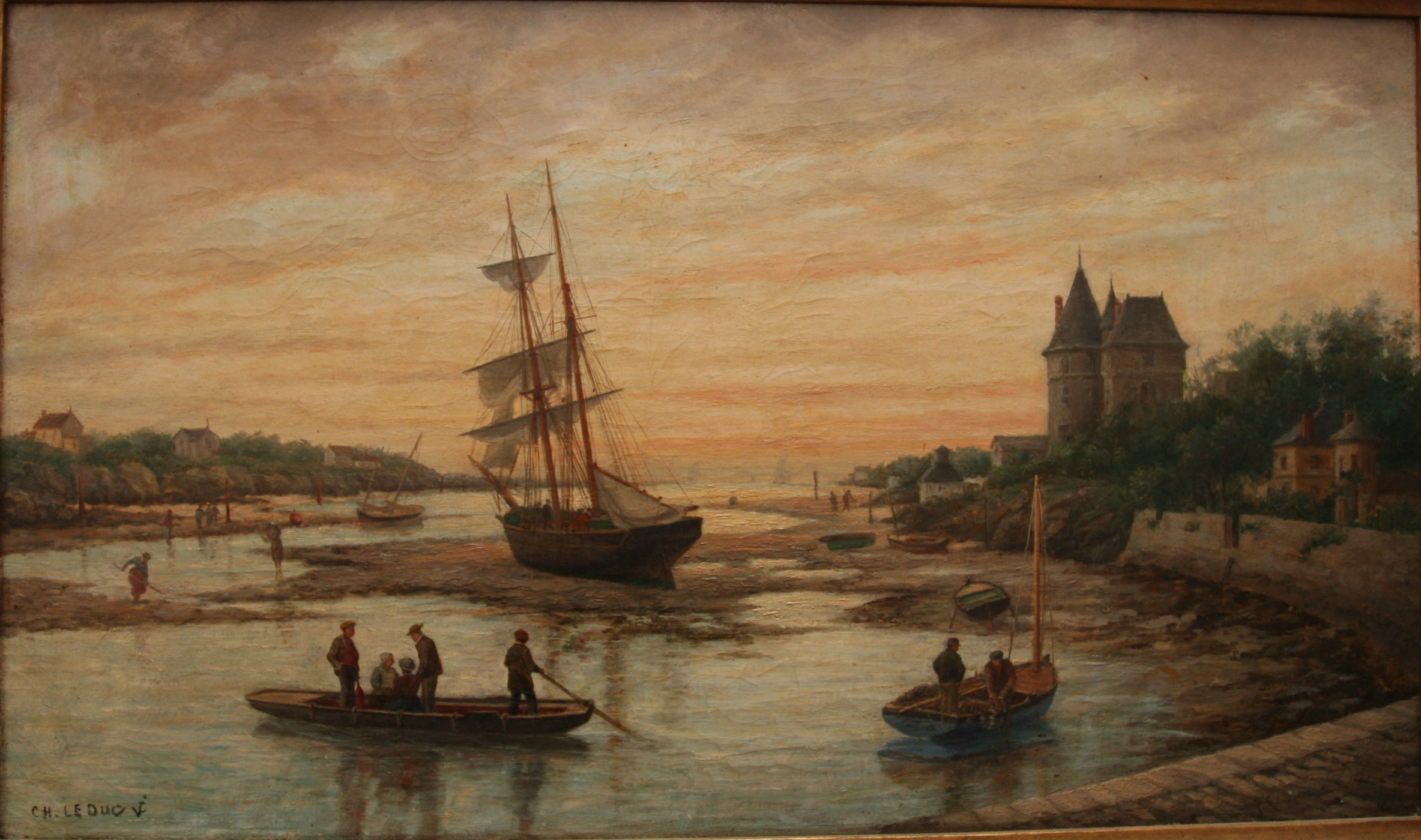
Port de Pornic, Charles Leduc (1831-1911).

En août et septembre 1892, Pierre-Auguste Renoir se trouve à Pornic. Il apprécie peu son séjour dans la ville. Cependant, il y peint quatre toiles, dont Voile Blanche et Plage de Pornic.
Albert Camus réside au château des Brefs, propriété de la famille Gallimard, entre 1942 et 1947, lorsqu'il rédige La Peste.

### Personnalités liées à la commune
- Colonel René Babonneau (1904-1963), Compagnon de la libération , inhumé à Sainte-Marie-sur-Mer où une rue porte son nom.
- Valérie Claisse (1972-), Miss France 1994, a grandi à Pornic à partir de 1987 ;
- Évelyne Clopet (née le 14 février 1922 à Pornic, exécutée le 10 août 1944 à Saint-Ouen (Loir-et-Cher)) parachutée (c'était la seule femme) en France dans le cadre de l'opération Sussex ;  arrêtée par les Allemands après quelques missions de renseignement, elle fut torturée à mort[133] ;
- Max Ernst (1891-1971), peintre, séjourne dans la ville ; il y met au point sa technique de frottage[134] ;
- Danielle Guéneau épouse Ménard (1947-), née à Pornic, athlète internationale, finaliste (8ème) du relais 4X100 mètres féminin des Jeux olympiques de Tokyo en 1964.
- Pierre Fleury (1876-1969), homme politique français, maire du Clion (1925-1964), sénateur de la Loire-Inférieure (1948-1955).
- Henri de Gondi (1590-1659), duc de Retz, décide en 1609 de faire construire les halles de la ville[135] ;
- Paul Léautaud y a passé de nombreux séjours, décrits dans plusieurs textes ;
- Lénine (1870-1924), futur fondateur de l'Union des républiques socialistes soviétiques, habitant alors à Paris, vient passer un mois de repos à Pornic du 22[124] (ou 23[136] ) juillet au 23 août 1910, avec sa femme Nadejda Kroupskaïa et sa belle-mère, séjournant à la villa Ker les Roses au 3, rue Mondésir[134].
- Pol Pot (1925-1998), homme d'État cambodgien, participe durant l'été 1952 à un camp d'été organisé à Pornic par le Mouvement jeunes communistes de France[137].
- Xavier Dupont de Ligonnès avait sa société d'enregistrée à Pornic, ouverte au début des années 2000[138].